# Bonifacio Sigismondo
Bonifacio Sigismondo anche De Sismondi (fl. XV secolo) è stato un vescovo cattolico italiano, vescovo di Acqui dal 1427 fino alla sua morte.

## Biografia
Bonifacio Sigismondo, come il suo predecessore Percivalle, faceva parte di una nobile famiglia del patriziato acquese che aveva già dato i natali ad altri tre vescovi.
Nel 1427, dopo il trasferimento del suo predecessore Francesco Piccolpasso alla diocesi di Pavia, non ancora sacerdote fu eletto vescovo di Acqui dai canonici della cattedrale. L'elezione da parte del clero cittadino - circostanza rara all'epoca - suscitò il biasimo di papa Martino V, il quale tuttavia riconobbe che i canonici avevano agito in buona fede e, l'8 agosto 1427, confermò Bonifacio alla cattedra episcopale acquese.
Gli anni in cui Bonifacio Sigismondi resse la diocesi acquese furono caratterizzati da una condizione di forte miseria per la Chiesa e il popolo monferrino. Addirittura la cattedrale fu sfornita di un tabernacolo per portare l'eucarestia durante le processioni fino al 1424 quando il vescovo di Albenga Antonio Sigismondo, parente di Bonifacio, ne donò uno d'argento alla chiesa acquese. La generosità di Antonio non si fermò alla donazione del 1424 ma quattro anni dopo, tramite disposizioni testamentarie, lasciò a Bonifacio vari oggetti tra cui una mitra e un pastorale d'ebano. 
Va segnalato come lo stato di miseria della diocesi perdurò per tutto l'episcopato di Bonifacio, al punto che il marchese Giovanni IV Paleologo il 23 febbraio 1446 faceva richiesta alla città di Acqui di un pagamento straordinario di tasse per fare fronte alla grave situazione finanziaria del marchesato. 
La situazione finanziaria della mensa vescovile era peggiorata negli anni passati anche per il fatto che la curia era stata spossessata di alcuni suoi beni: in particolare gravava sulle casse della diocesi l'occupazione del feudo di Bistagno da parte del marchese del Monferrato e le mire dei Malaspina su Visone. Nel tentativo di salvare quantomeno i beni rimasti in possesso della Chiesa acquese, Bonifacio si affrettò a rinnovare la investiture delle decime al marchese di Ponzone e ai signori di Bubbio e Cassinasco.
Il 24 gennaio 1428 Bonifacio tramite lettera convocò tutti i parroci delle parrocchie al sinodo diocesano che si sarebbe tenuto il 10 febbraio; purtroppo non sono rimasti documenti di questo sinodo.
Un secondo sinodo venne celebrato l'11 settembre 1432 e lì fu deciso lo stanziamento di un sussidio a favore del vescovo in vista del concilio di Basilea al quale però non partecipò in quanto i canonici non riuscirono a raccogliere una cifra adeguata a finanziare il viaggio verso la Svizzera, scelta presa anche per la convenienza politica di mostrarsi vicino a papa Eugenio IV e al suo successore papa Nicolò V.
Il 30 agosto 1434 approvò l'erezione del convento di San Francesco a Cassine e il trasferimento della parrocchia di San Michele che da quel momento prese il nome di San Giacomo.
Nel 1440 si tenne poi un terzo sinodo dove venne deciso che, nonostante il sussidio per il vescovo per la partecipazione al concilio di Basilea andasse annullato, una piccola quota sarebbe comunque rimasta a disposizione di Bonifacio a cause delle misere condizioni della mensa; lo stesso anno venne ufficializzata l'erezione della parrocchia di Santa Caterina a Rossiglione che, essendo oltre lo Stura di Ovada, venne incardinata nella diocesi di Tortona.
Nel 1434 affidò nuovamente ai del Carretto la riscossione delle decime nei territori dove ne erano già stati precedentemente investiti e nel 1444 si interessò della costruzione di un nosocomio a Ovada concedendo una indulgenza di quaranta giorni a chiunque avesse partecipato al progetto con una donazione.
Nel 1445, insieme all'abate dell'abbazia di Santa Giustina, venne delegato dal papa a intervenire come arbitro in una disputa tra i canonici e il vescovo di Alessandria.
Non si conosce la data della sua morte che dovrebbe essere avvenuta intorno alla metà del secolo.